# Paronychocamptus wilsoni
Paronychocamptus wilsoni är en kräftdjursart som beskrevs av Coull 1976. Paronychocamptus wilsoni ingår i släktet Paronychocamptus och familjen Laophontidae. Inga underarter finns listade i Catalogue of Life.